# 鼻骨骨折
鼻骨骨折（或）也稱為鼻骨折，係指鼻骨的骨折。可能的症狀為流鼻血、鼻子腫脹、鼻子瘀青及呼吸不順，可能併發有其他臉部創傷和鼻中隔血腫。
常見的肇因為遭受暴力行為，運動創傷，意外跌倒和車輛擦撞，通常是基於病徵及症狀來做確診，有時候也需要輔以X光片來做診斷。
典型的治療方式為服用鎮痛藥及冰敷。骨折如需復位，通常在腫脹消退後即可復位，視骨折情形不同，可能會進行開放性或封閉性復位。通常鼻骨骨折痊癒後狀況都不錯，此骨折很常見，約佔臉部骨折的 40%，最容易發生鼻骨骨折的族群為 20 多歲的男性。

## 體徵及症狀

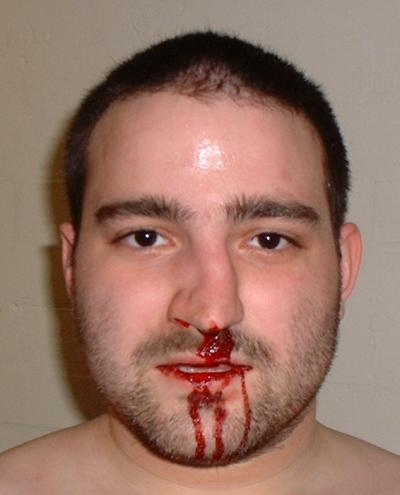
在橄欖球類運動中受傷，造成鼻骨骨折及流鼻血

鼻骨骨折的症狀包括瘀斑、血腫、觸痛、疼痛、變形，以及鼻子及面部鼻區的流血。傷患可能會呼吸困難，若鼻粘膜受損，也會有大量鼻血的情形。傷患的眼睛也可能會出現瘀斑。

## 病因
鼻骨骨折是因為面部的創傷所造成。常見的受傷原因包括年輕族群的運動傷害、打架、跌倒及車禍，年長族群比較是因為昏厥或無法平衡跌倒所造成。

## 診斷
鼻骨骨折的診斷多半透過目視以及身體檢查來判斷，一般不建議拍攝X光片等醫學影像。重要的是區分只有鼻骨骨折的單純型骨折（第一型），以及其他面部骨骼及（或）鼻中隔也有骨折的情形（第二型及第三型）。若是單純的第一型骨折，X光片可提供的資訊和診間檢查的資訊差不多。不過可以用X光片或是電腦斷層掃描來佐證其診斷，若是懷疑有其他臉部受傷時，需要進行X光片或是電腦斷層掃描。
單純鼻骨骨折的治療不是急症。不過其中有5%的傷患會有鼻中隔血腫，這需要緊急治療，並且在評估鼻部受傷時需要一併確認。

## 治療
若是輕微的鼻骨骨折，沒有明顯容貌上的變形，可以讓其自行痊癒。在恢復的過程中，鎮痛藥及冰敷可以減輕其不適。若鼻部結構已經變形，需要進行人工的鼻骨對正，多半效果不錯。若是和其他結構有關的受傷（第二型及第三型），需加以識別，並且手術治療。

## 預後
鼻骨骨折後約三至四週後鼻子的結構才會穩定。有些專家建議在這段期間內不要戴眼鏡或是擤鼻涕，以免影響骨骼的對正。鼻骨約在四至八週後才會完全融合。鼻骨骨折後一至兩週都可以進行日常活動，不過二至三個月內不建議進行（像橄欖球之類）接觸性運動，視受傷的程度而定。一般建議在受傷後若要參與運動活動，至少要戴面部護具六個月以上。